# Blossia alticursor
Blossia alticursor är en spindeldjursart som beskrevs av Lawrence 1929. Blossia alticursor ingår i släktet Blossia och familjen Daesiidae. Inga underarter finns listade.